# 阿富汗教育

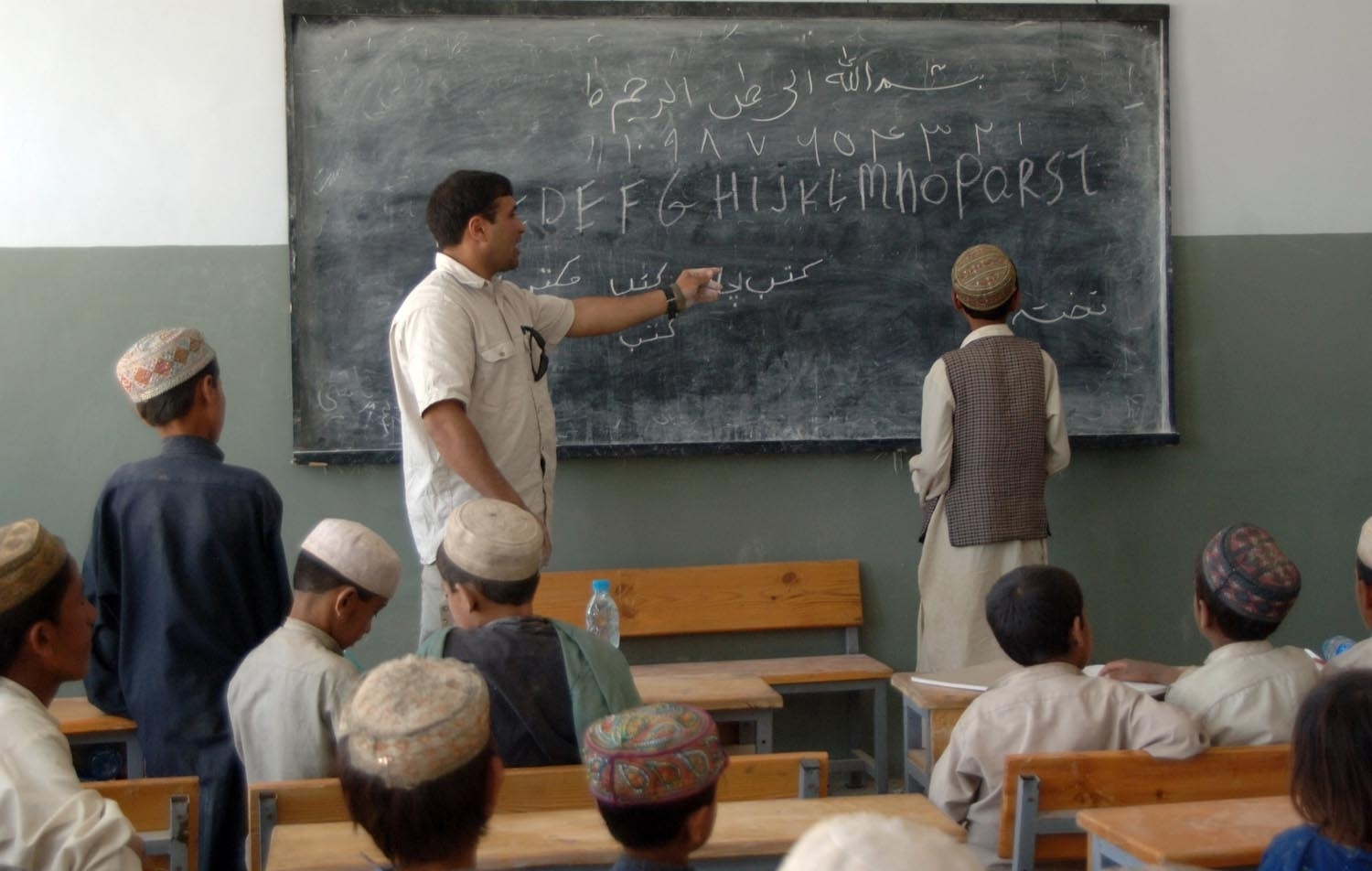
在阿富汗農村的典型課堂

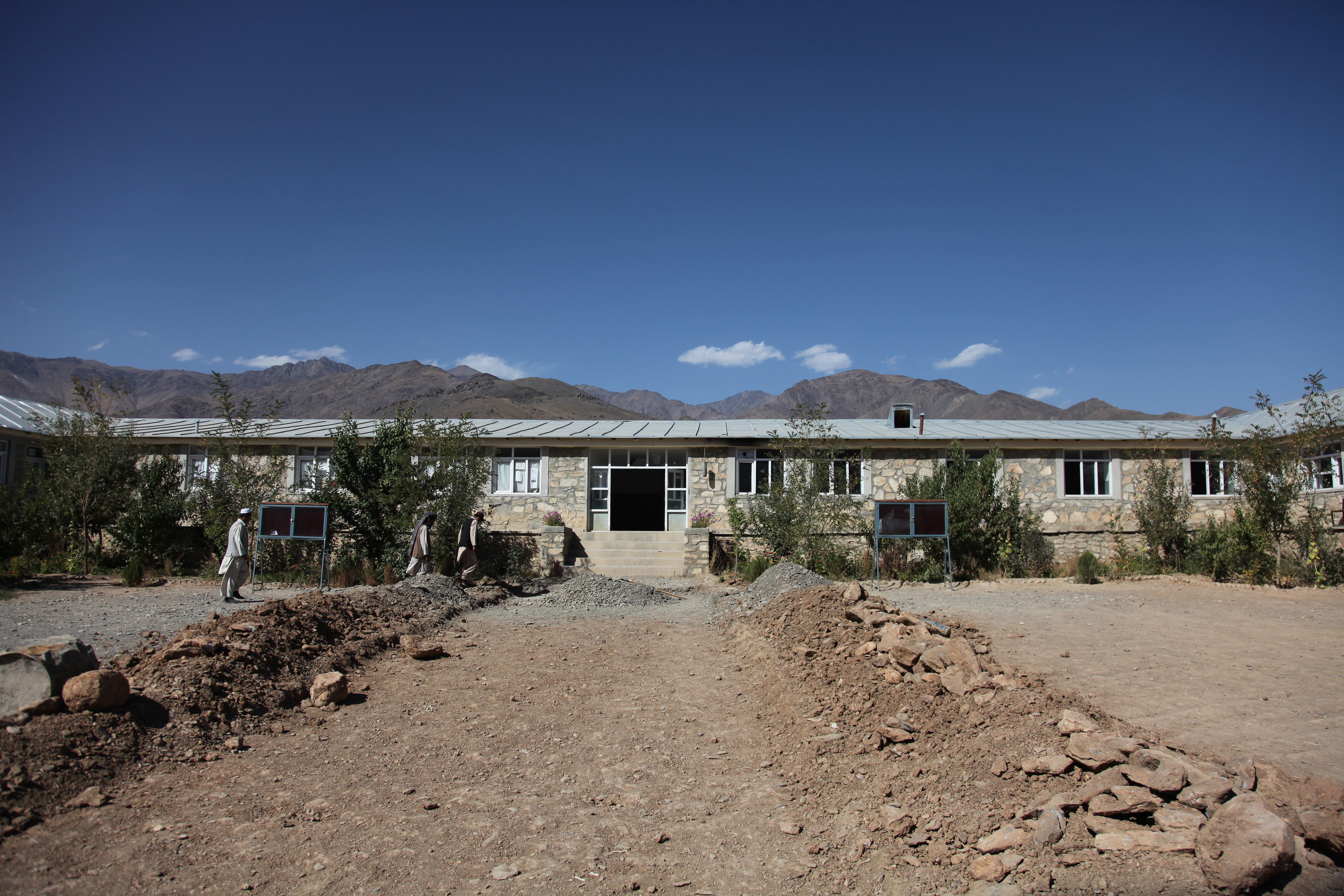
山區小學

阿富汗教育，最早在是穆罕穆德·查希爾國王在位期間（1933年-1973年）得到了大幅地改善，包括有效使全國大約半數未滿12歲之兒童進入初等學校、同持擴張中等學校系統、以及喀布爾的國立大學。
但儘管经过了大刀闊斧的改革，到1979年為止還是有大約百分之九十的人口屬於文盲。從1979年蘇聯入侵開始，連綿不斷的戰爭徹底摧毀阿富汗的教育系統。大部分的教師在蘇聯佔領和緊隨而來的內戰期間逃出了阿富汗。在1996年之前，只剩下大約650所學校繼續運作。
1996年，塔利班政權禁止女性接受教育，清真寺學校成為了初等和中等教育的主要資源，在2001年塔利班政權被推翻之後，臨時政府取得大量的國際支援以重建教育系統。
2003年，已經有大約7000所學校在34個省份中的20個內提供教育，有總數大約2萬7千名的教師、以及420萬名學童（包括了120萬個女性學童），根據數據有大約390萬人正就讀初等學校。2002年喀布爾大學重新開張時，大約2萬4千個學生（包括男女）入學；而其他五所大學則在2000年之前就開始重建了。直到屬於伊斯蘭基本教義派的塔利班政權於2001年垮台，宗教科目才納入了公立學校的課程。在2003年，估計仍有57%的男性和86%的女性屬於文盲，這使得缺乏受過教育及技術熟練的勞工一直是最主要的經濟障礙。
2021年8月，塔利班复辟後即逐步恢復首次執政時對婦女受教權的限制：同年起禁止女生就讀初級中學，翌年（2022）3月23日，重開當日即再關閉；12月20日，禁止任何女性進入大學學習。